# Pontian Mekar
Pontian Mekar is een bestuurslaag in het regentschap Indragiri Hulu van de provincie Riau, Indonesië. Pontian Mekar telt 2071 inwoners (volkstelling 2010).